# Aquilea (ciudad mítica)

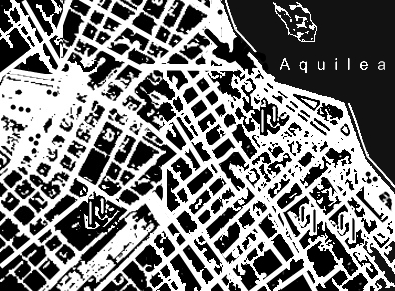
Dibujo sobre Aquilea, escenario del film Invasión (1969)

Aquilea es un término usado en las fuentes clásicas para referirse a un lugar asediado y defendido basado en la concepción del coraje. Tiene su etimología originaria en Aquiles o Aquileo, héroe de la invasión a Troya en la Ilíada de Homero. 
Aquiles era el máximo representante del coraje, y sabía que su destino era morir en el asedio de la ciudad. Esta condición de luchar por la gloria fue tomada de ejemplo en muchas literaturas clásicas y posteriormente retomada por el clasicismo decimonónico, constituyendo el nombre de Aquilea el lugar de desarrollo de este coraje sin más fin que la derrota célebre.

## Renombre
El término "Aquilea" o "Nueva Troya" se aplicó a diversas ciudades asediadas por una fuerza superior. La ciudad romana de Aquilea (Aquileia en italiano) fue conquistada por Atila y fue la última en ser arrasada por los bárbaros ostrogodos en el Véneto, y se considera el origen del poblamiento posterior de Venecia. El caso del asedio de Montevideo durante la Guerra Grande recibió este homenaje.

## Uso moderno del término Aquilea
El término vuelve a utilizarse en el siglo XX por Jorge Luis Borges y Adolfo Bioy Casares para designar sesgadamente un carácter épico de Buenos Aires. Se utiliza en el guion de la película Invasion, de 1969, dirigida por Hugo Santiago Muchnik y escrita en colaboración con Borges y Bioy Casares. En ella, la ciudad se ve a través del tamiz de Aquilea, como una ciudad que conserva características propias que remiten a la valentía, el coraje, el compañerismo y cierta misoginia, todas ellas invadidas por un exterior inasible y poderoso que terminará por imponerse definitivamente.
Frases como "la ciudad es más que la gente" sirven para ilustrar un origen preeminente a la ciudad por sobre sus habitantes, o también un culto animista por sus calles, sus casas, y por sobre todo, aquello que un invasor nunca entenderá porque nunca fue suyo.
La representación de esta Aquilea es una versión reducida de Buenos Aires, con menor tamaño, pero de alguna manera, concentrada. Consta del Río al este, como la ciudad actual, y tres fronteras, la sur; tierra de descampados, la norte, con arroyos y canales poblados de vegetación baja, el barrio del Tigre en la actualidad; y la frontera oeste, que responde a la Pampa, tierra de caballos y gauchos.
El mismo término Aquilea se utiliza después de la aparición de la película como lugar de resistencia cultural vernácula; de esa manera aparecieron a través del tiempo escuelas de cine, centros de discusión y crítica cultural con ese nombre.
- Datos: Q5701948